# Lycée Voltaire
El Liceu Voltaire (Lycée Voltaire) és un establiment públic parisenc d'educació general i tecnològica ubicat al 11è districte de París.
L'escola deu el seu nom a l'escriptor i filòsof Voltaire. Dirigida per l'arquitecte Eugène Train, va ser inaugurada el 13 de juliol de 1891 pel president Sadi Carnot i va ser durant molt de temps l'única escola secundària del nord-est de París. A l'obertura, l'escola és un establiment reservat per a nens abans de convertir-se gradualment en mixt a partir del 1973.
A la segona meitat del segle xix es vigilava la probitat del professorat. Tot i això, incapaços de regular el seu lleure tan estrictament com el dels alumnes, les autoritats, volent impedir que passegen l'estona als cabarets, han habilitat sales de jocs i de lectura a diverses escoles secundàries per al seu esbarjo, com al Janson-de-Sailly de 1893.

## Ex-alumnes famosos
- Fernand Braudel, un dels principals historiadors francesos de la postguerra
- Jacques Doillon, un director de cinema francès